# Distretto di Fatehabad
Il distretto di Fatehabad è un distretto dell'Haryana, in India, di 806 158 abitanti. È situato nella divisione di Hisar e il suo capoluogo è Fatehabad.